# 小島正雄

1960年

小島 正雄（こじま まさお、1913年〈大正2年〉3月4日 - 1968年〈昭和43年〉1月20日）は、日本のジャズ演奏家・評論家、司会者。愛称はチャーさん。

## 来歴・人物
東京生まれ。早稲田大学在学中に、服部正が創設したコンセール・ポピュレール（後の青年日本交響楽団）にトランペット奏者として参加した。卒業後、1941年（昭和16年）にNHKに就職。翌年召集され、1947年（昭和22年）に復員後、戦後再結成した名門ジャズバンドであるブルーコーツのバンドマスターとして活躍。また、日本を代表するコーラスグループであるダークダックス、ボニージャックス、スリー・グレイセス等の育ての親である。
9500万人のポピュラーリクエスト（文化放送）、味の素ミュージックレストラン、オーナー（水・木）（以上、TBSラジオ）。1966年、大橋巨泉と共にパーソナリティを務めた大学対抗バンド合戦（文化放送）等のラジオ番組、シャボン玉ホリデー、11PM（以上、日本テレビ）等のテレビ番組で活躍した。
「舞台上にいるギャラを貰っている人同士がお客様の前で「さん付」で呼び合うなんて失礼な事」という考え方を持ち、その考えを継承したのが大橋巨泉である。
1968年（昭和43年）1月、心筋梗塞のために急逝。54歳だった。